# Otto von Münchhausen (Botaniker)
Otto von Münchhausen (* 11. Juni 1716 in Schwöbber bei Hameln; † 13. Juli 1774 in Kalenberg) war ein deutscher Botaniker. Sein offizielles botanisches Autorenkürzel lautet Münchh.

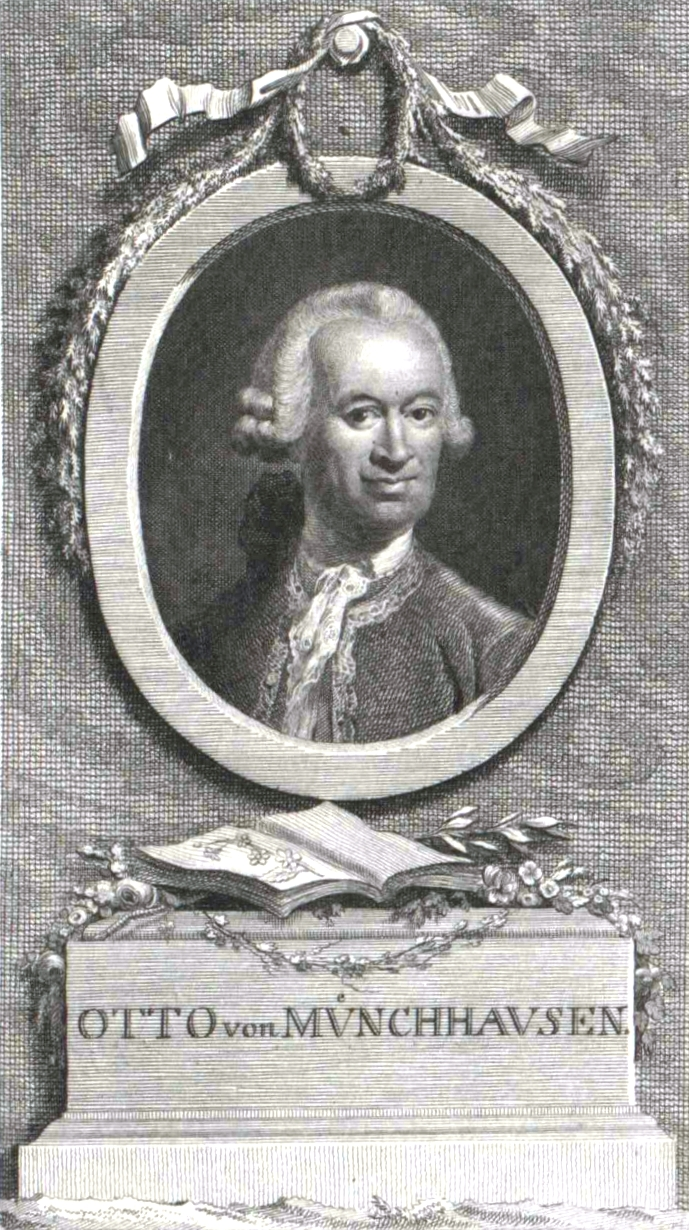
Otto von Münchhausen

## Herkunft
Seine Eltern waren Johann Friedrich von Münchhausen (* 24. Mai 1668; † 2. Oktober 1722) und dessen Ehefrau Anna Dorothea von Münchhausen (1695–1759). Sein Vater war Herr auf Voldagsen. Otto von Münchhausen war der älteste Sohn.

## Leben
Er studierte an der Universität Göttingen, um die Voraussetzungen für den höheren Verwaltungsdienst zu erlangen. Zusätzlich erwarb er auch Kenntnisse in Naturwissenschaften und Mathematik. Später war er Landdrost in Steyerberg (ab 1741) und Harburg (ab 1766).

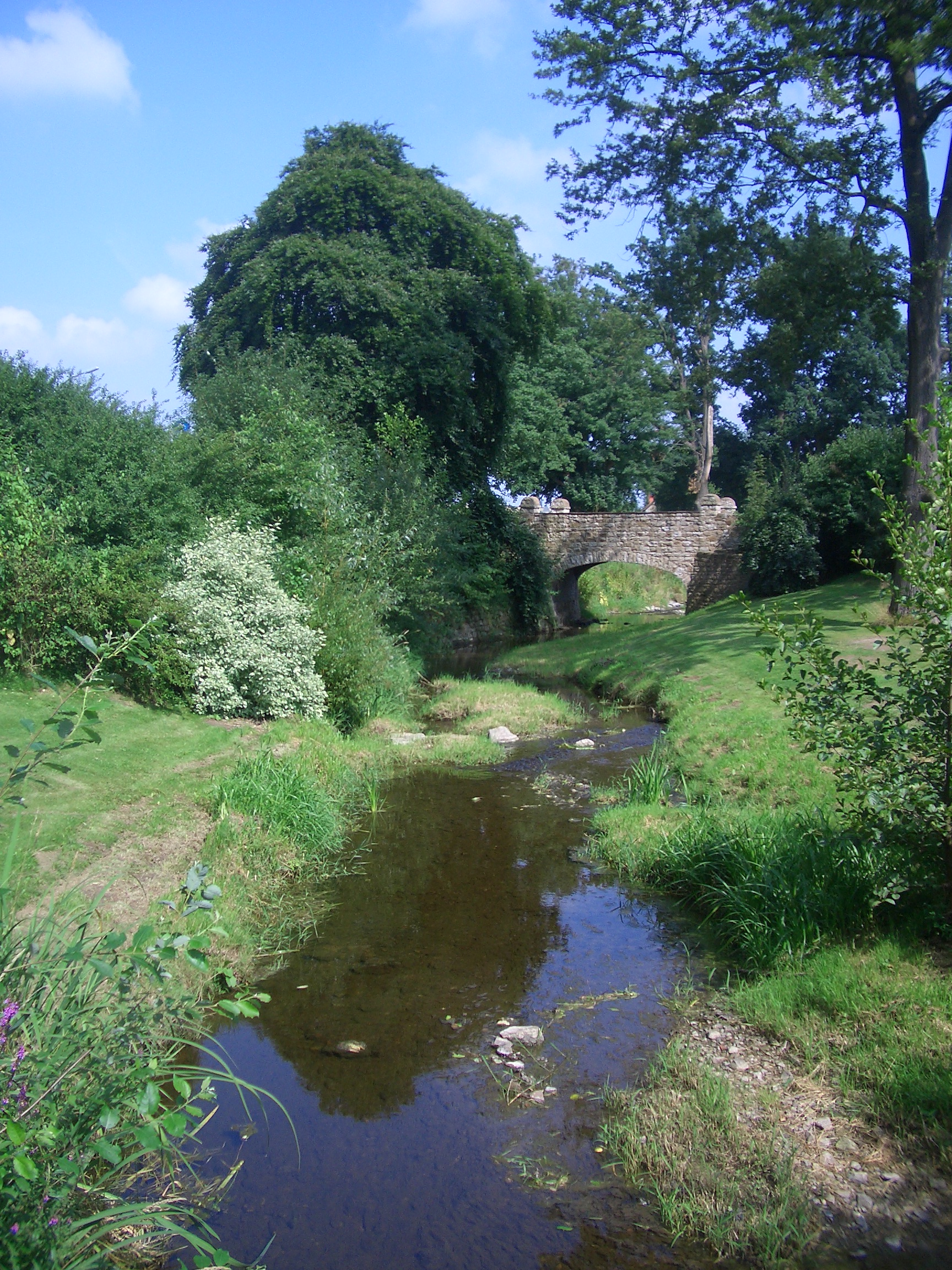
Landschaftspark Schwöbber

Er schuf 1750 einen acht Hektar großen englischen Landschaftspark in Schwöbber (siehe Schloss Schwöbber). Dabei wandelte er den bereits vorhandenen Schlosspark von 1700 in einen Landschaftspark nach englischem Vorbild um. Der Landschaftspark gilt als einer der frühesten seiner Art in Kontinentaleuropa. Dem Freiherrn war durchaus bewusst, dass das Konzept des englischen Landschaftsparks nicht unverändert für deutsche Verhältnisse zu übernehmen war:

„Man kann fürstliche Gärten nach der Art der englischen Parks anlegen; wenn wir deutschen Edelleute ihnen aber folgen und unsere Güter zu Parks machen wollten, so müßten wir auch so viele tausend Pfund von unsern Plantagen in Westindien zu erheben haben.“

Sein sechsbändiges, von 1764 bis 1773 erstelltes Werk Der Hausvater ist ein gartenbaulich-landwirtschaftliches Lehrbuch. Es enthält eine damals vielbeachtete Sammlung von Tipps für die Landwirtschaft wie allgemeine Lebensweisheiten. Werke dieser Art wurden später als Hausväterliteratur bezeichnet.

## Ehrungen
Die Pflanzengattung Muenchhausia L. aus der Familie der Weiderichgewächse (Lythraceae) ist nach ihm benannt worden. Der Name wird jedoch meist nur als Synonym des heute gültigen Gattungsnamens Lagerstroemia L. benutzt.

## Familie
Er heiratete am 3. Mai 1742 Louise Charlotte von Lichtenstein (* 11. Juni 1721; † 20. März 1774) aus dem Haus Lahn und Franken. Das Paar hatte mehrere Kinder:
- Sidonia Margaretha Dorothea (* 23. Februar 1743; † 4. März 1792) ⚭ 1766 Johann Friedrich von Veltheim (1731–1800), Herr von Destedt
- Otto Friedrich Julius (* 28. April 1754; † 2. April 1828), Landrat, Drost von Hadegsen ⚭ 1784 Charlotte Dorothea Wilhelmine von Reden (1766–1825)
- Charlotte (* 14. Juni 1755; † 7. April 1830) ⚭ Ludwig Dietrich Wilhelm zu Münster (1750–1790), Eltern von Georg zu Münster
- Adolf Otto Wilhelm Gottlob (* 22. Februar 1757 ; † 1837) ⚭ Jeanette Eleonore von Rothkirch-Trach (1772–1802)